# باول غرينير
باول غرينير هو عسكري وضابط وسياسي فرنسي، ولد في 29 يناير 1768 في زارلوييس في ألمانيا، وتوفي في 18 أبريل 1827 في Château de Montrambert ‏ في فرنسا. انتخب نائب فرنسي (20 أكتوبر 1818 – 16 يناير 1821).